# Nagy Csaba (lexikográfus)
Nagy Csaba (Eger, 1948. június 20. – Budapest, 2019. december 27.) könyvtáros, irodalomtörténész, lexikográfus, a magyar emigráns irodalom és sajtó kutatója.

## Élete
Egerben végzett könyvtáros szakon. 1980-tól az Országos Széchényi Könyvtárban dolgozott. 1983-tól munkatársa, 1990–1998 között a Petőfi Irodalmi Múzeum Kézirattárának főosztályvezetője, illetve nyugdíjazásáig a Könyvtár és az Irodalmi Adattár munkatársa volt.
Összeállította A magyar emigráns irodalom lexikona című alapművet. Kiterjedt kapcsolatai révén számos külföldre szakadt magyar író, szerkesztő, szerkesztőség hagyatéka került a Petőfi Irodalmi Múzeum gyűjteményeibe.

## Elismerései
- 1996 Magyar Köztársasági Ezüst Érdemkereszt

## Főbb művei
- 1990 A magyarországi szamizdat bibliográfiája 1981-1989. Budapest (tsz.)
- 1993 Irodalmi újság, 1957–1989 - dokumentumok a lap történetéből. Budapest
- 2000 A magyar emigráns irodalom lexikona. Budapest
- 2001 Szerb Antal bibliográfia. Budapest
- 2001 Szerb Antal válogatott levelei. Budapest